# Anabarites
Anabarites foi um problemático gênero do Período Cambriano. Esse gênero foi muito comum durante o período Tommotiano, e seus fósseis representam uma simetria triradial mineralizada. Foi encontrado perto da região de Anabar, em Iacútia, na Rússia.